# Dammaran
Dammaran ist ein Triterpenoid, das Bestandteil mancher Sapogenine ist, beispielsweise der Ginsenoside Panaxatriol und Protopanaxadiol. Dammaran ist der hauptsächliche sekundäre Metabolit nach Einnahme von Ginseng (Panax ginseng). Bislang wurden Triterpenoide vom Dammaran-Typ in 136 Pflanzenarten beschrieben.